# Unirea Tricolor Bukarest
Unirea Tricolor Bukarest war ein rumänischer Fußballverein aus Bukarest und ein Vorgängerverein von Dinamo Bukarest. Er wurde ein Mal rumänischer Meister.

## Geschichte
Unirea Tricolor Bukarest entstand im Jahr 1926 aus der Fusion der Vereine FC Tricolor Bukarest und CS Unirea Bukarest. Präsident und Besitzer des Vereins war Nicolae Lucescu. Bis auf eine Ausnahme in der Saison 1938/39 gehörte Unirea Tricolor ununterbrochen der Divizia A nach Gründung der rumänischen Profiliga im Jahr 1932 bis zur Unterbrechung des Ligabetriebs während des Zweiten Weltkrieges an.
Nach der Machtübernahme der Kommunisten im Jahr 1947 und der Verfügung, sich einer Gewerkschaft oder einer öffentlichen Einrichtung anzuschließen, wurde Unirea Tricolor vom Innenministerium übernommen. Am 14. Mai 1948 wurde Unirea Tricolor zwangsweise mit Ciocanul Bukarest (früher Maccabi Bukarest) zu Dinamo Bukarest zusammengeschlossen. Der Verein spielte die Saison als "Dinamo B (Unirea Tricolor)" zu Ende und stieg in die Divizia B ab.
Im Jahr 1950 wurde "Dinamo B (Unirea Tricolor)" nach Brașov delegiert und spielte fortan als Dinamo Brașov. Nach einer Spielzeit in Cluj-Napoca in der Saison 1957/58 wechselte die Mannschaft nach Bacău und spielt seitdem als Dinamo Bacău.
Im Jahr 2005 gründete der rumänische Geschäftsmann Marian Paraschiv gemeinsam mit seinem Bruder Mircea Paraschiv, einem ehemaligen Schiedsrichter, in dem Bukarester Distrikt Bucureștii Noi einen neuen Verein unter dem Namen Unirea Tricolor Bukarest. Eine Zusammenarbeit mit Dinamo Bukarest scheiterte aus finanziellen Gründen. Der Verein spielt in der Liga IV und trägt seine Heimspiele in dem Laromet-Stadion aus.

## Spieler
- Petre Steinbach (1929–1939)
- Traian Iordache (1932–1934, 1936–1938)
- Dincă Schileru (1934–1937)
- Sony Niculescu (1934–1938, 1940–1944, 1945, 1947–1948)